# 臺北市立民生國民中學
25°05′N 121°56′E / 25.083°N 121.933°E
台北市立民生國民中學（英語：Taipei municipal Minsheng Junior High School，簡稱MSJH）為台北市民生社區內的一所國中。

## 校史
於1968年8月成立，在廖清源、劉圳生兩位校長時，學校大幅整修，達到現今的規模，續任校長也繼續建設校園。2006年前教育局吳清基局長推動校園優質化工程，學校藉此取得資金整修校園。此外，學校也設有「數理資優班」。

## 外部連結
- 臺北市立民生國民中學網站 （页面存档备份，存于）